# Палмерстон, Кристи
Кристи Палмерстон (англ. Christie Palmerston; 1850? — 15 января 1897) — исследователь Австралии, одним из первых занимавшийся геологической разведкой в северном Квинсленде.

## Биография
По утверждениям самого Кристи Палмерстона, он был крещён в Мельбурне как Кристоферо Палмерстон Карандини и был сыном Джерома Карандини и Мари Карандини (в девичестве — Бёрджесс). Занимался старательством в период золотых лихорадок в австралийском штате Квинсленд: на реке Палмер в 1872—1874 годах и на реке Ходжкинсон в 1876 году. В апреле 1877 года разведал короткий путь от золотых разработок к морю, что привело к строительству на северном побережье Квинсленда Порт-Дугласа. В 1880 году он соединил Порт-Дуглас с месторождением олова в Хербертоне, в 1882 году проложил маршрут от Хербертона до бухты Муралайан, а в 1884 году — до Саут-Джонстона. В 1886 году Палмерстон обнаружил небольшое месторождение золота на реке Рассел. 6 декабря 1886 года женился на Терезе Руни, от которой у него была дочь. Перебрался на Борнео, затем в Малайю, где работал по контракту на компанию Straits Development Co. Умер в Куала-Пилахе 15 января 1897 года.

## Дневники Палмерстона
Сохранились дневники Палмерстона, в которых освещены его изыскания 1882 года в районе рек Дэйнтри и Блумфилд, а также горы Питер Ботте, где его сопровождали Генри Фрэйзер и абориген Помпо, которого он подобрал мальчиком и вырастил (Помпо умер в том же 1882 году, и Палмерстон установил на его могиле памятник).